# Zakrzów (powiat oleśnicki)
Zakrzów (niem. Sakrau) – wieś w Polsce, położony w województwie dolnośląskim, w powiecie oleśnickim, w gminie Twardogóra. 
Wchodzi w skład sołectwa Drągów.
Do 2024 r. miejscowość była przysiółkiem wsi Drągów. W latach 1975–1998 przysiółek należał administracyjnie do województwa wrocławskiego.
Jako wieś pojawia się na mapach z XVII wieku, na początku XX wieku posiadała młyn, kawiarnię i kilka dużych gospodarstw, leży około 25 km od Oleśnicy i 45 od Wrocławia, niegdyś należała do powiatu Sycowskiego.